# Pycnomma roosevelti
Pycnomma roosevelti é uma espécie de peixe da família Gobiidae e da ordem Perciformes.

## Morfologia
- Os machos podem atingir 2,5 cm de comprimento total.[5][6]

## Habitat
É um peixe marítimo, de clima tropical e associado aos recifes de coral.

## Distribuição geográfica
É encontrado no Oceano Atlântico ocidental central: nas Bahamas, Honduras, Jamaica, Porto Rico e Venezuela.

## Observações
É inofensivo para os humanos.